# Ichthyologisches Šventoji-Schutzgebiet

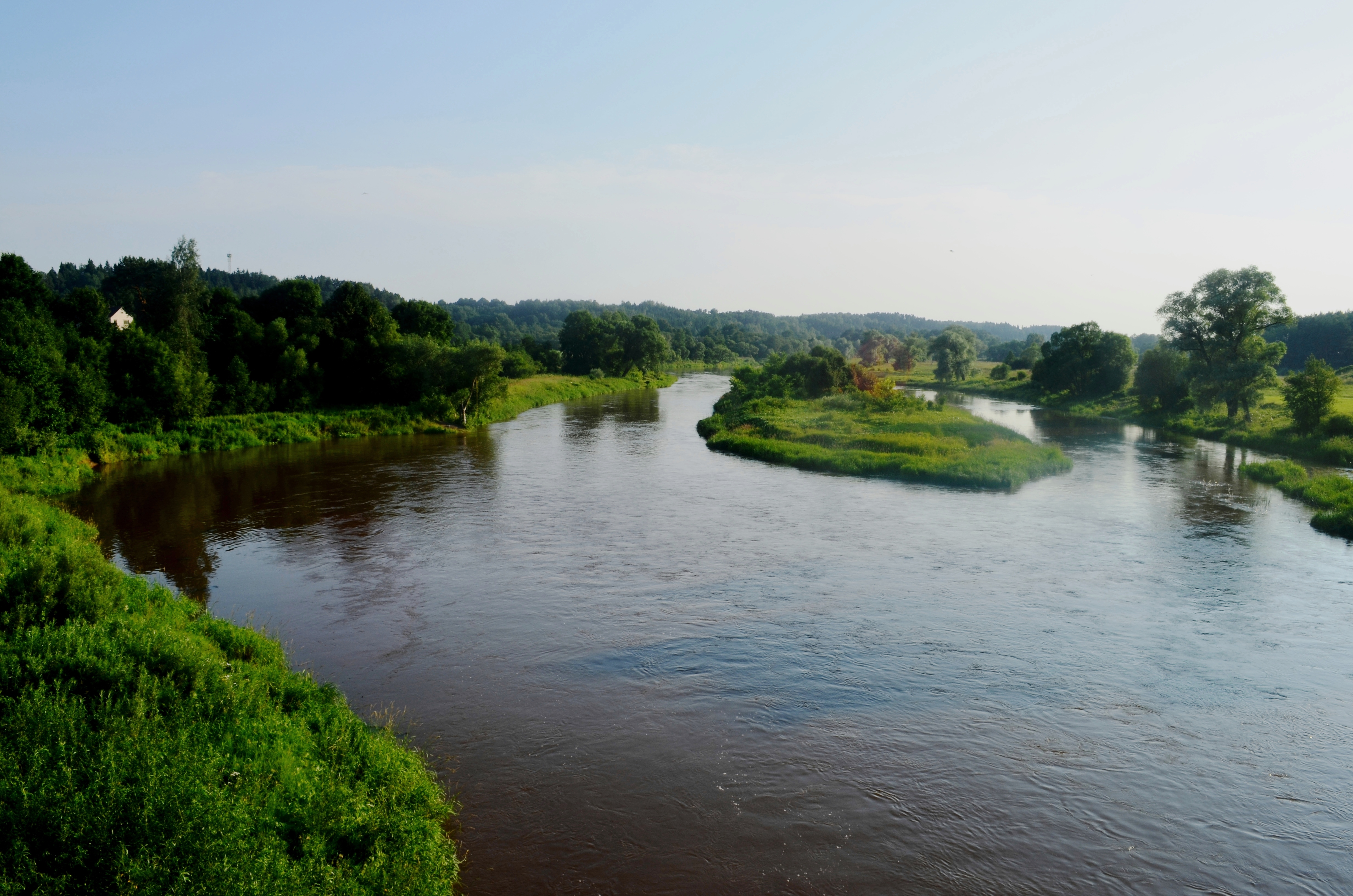
Šventoji bei Upninkai

Das Ichthyologische Schutzgebiet Šventoji (lit. Šventosios ichtiologinis draustinis) in Litauen liegt in der Rajongemeinde Anykščiai, Rajongemeinde Jonava und Rajongemeinde Ukmergė. Das Territorium beträgt 1153 ha (11,5 km²). Geschützt werden ausdrucksvolle Moränenrücken und  erosive Gelände der Neris  sowie Lachs-, Meerforelle-, Forelle- und  Barsch-Laichgebiete. Das Schutzgebiet wurde 1974 in der Litauischen Sozialistischen Sowjetrepublik errichtet. Das Gebiet beginnt am Zusammenfluss von Neris und der Šventoji und erstreckt sich sogar 67 km bis Kavarskas bei Anykščiai.